# Mecenas She-Hulk
Mecenas She-Hulk (oryg. She-Hulk: Attorney at Law) – amerykański superbohaterski serial dramatyczny na podstawie postaci o tym samym pseudonimie z komiksów wydawnictwa Marvel Comics. Twórczynią serialu jest Jessica Gao, która odpowiada za scenariusz, reżyserią zajęły się Kat Coiro i Anu Valia. Tytułową rolę zagrała Tatiana Maslany, a obok niej w głównych rolach wystąpili: Josh Segarra, Jameela Jamil, Ginger Gonzaga, Jon Bass, Griffin Matthews, Steve Coulter, Mark Linn-Baker, Tess Malis Kincaid, Renée Elise Goldsberry, Megan Thee Stallion, Rhys Coiro, Patti Harrison, Brandon Stanley oraz Mark Ruffalo, Tim Roth, Benedict Wong i Charlie Cox.
Mecenas She-Hulk jest częścią franczyzy Filmowego Uniwersum Marvela; należy do IV Fazy tego uniwersum i stanowi część jej drugiego rozdziału zatytułowanego Sagi Multiwersum. Serial zadebiutował 18 sierpnia 2022 roku w serwisie Disney+.

## Obsada

### Główna
- Tatiana Maslany jako Jennifer Walters / She-Hulk, prawniczka, która stała się potężną, zieloną wersją siebie i posiada podobne umiejętności do swojego kuzyna Bruce’a Bannera[2][3][4][5].
- Josh Segarra jako Augustus „Pug” Pugliese, pracownik kancelarii GLKiH[6][5].
- Jameela Jamil jako Mary MacPherran / Titania, influencerka w mediach społecznościowych i rywalka Walters, posiadająca nadludzką siłę[7][5].
- Ginger Gonzaga jako Nikki Ramos, najlepsza przyjaciółka i asystentka Walters[8][9].
- Jon Bass jako Todd Phelps, mężczyzna, z którym Walters umówiła się poprzez aplikację randkową, który okazuje się być KrólHulkiem i założycielem Intelligencii[10][11].
- Griffin Matthews jako Luke Jacobson, projektant mody, który specjalizuje się w strojach dla superbohaterów[12].
- Steve Coulter jako Holden Holliway, jeden z szefów kancelarii GLKiH[5].
- Mark Linn-Baker jako Morris Walters, ojciec Jennifer i wuj Bannera[13][14].
- Tess Malis Kincaid jako Elaine Walters, matka Jennifer i ciotka Bannera[14].
- Renée Elise Goldsberry jako Mallory Book, adwokat pracująca w GLKiH[15][5].
- Megan Thee Stallion jako ona sama, sławna raperka, pod którą podszywała się zmiennokształtna elfka, Runa[16].
- Rhys Coiro jako Donny Blaze, magik i były uczeń sztuk magicznych[17].
- Patti Harrison jako Lulu, przyjaciółka Jennifer ze szkoły średniej[18].
- Brandon Stanley jako Eugene Patilio / Leap-Frog, syn bogatego klienta GLKiH, ktróry próbuje zostać superbohaterem[19].
- Mark Ruffalo jako Bruce Banner / Hulk, naukowiec specjalizujący się w dziedzinach: biochemii, fizyki nuklearnej i promieniowania gamma. W wyniku wypadku został napromieniowany, co zaowocowało niekontrolowanymi transformacjami w Hulka – wielkiego, humanoidalnego stwora o nadludzkiej sile i wytrzymałości[4][5].
- Tim Roth jako Emil Blonsky / Abominacja, były brytyjski wojskowy rosyjskiego pochodzenia, który otrzymał niesprawdzone serum superżołnierza i krew Hulka, co spowodowało, że zamienił się w istotę nazwaną Abominacja[4][5].
- Benedict Wong jako Wong, Najwyższy Czarodziej[10][5].
- Charlie Cox jako Matt Murdock / Daredevil, niewidomy prawnik, posiadający nadludzko wyczulone zmysły i umiejętności walki wręcz[20][5].

### Drugoplanowa
- Drew Matthews jako Dennis Bukowski, prawnik w biurze prokuratora generalnego Los Angeles i były współpracownik Walters[5].
- Nicholas Cirillo jako Ched, kuzyn Jennifer[14].
- Nick Gomez jako Kastet, członek przestępczej grupy Wrecking Crew[21].
- Trevor Salter jako Josh Miller, członek Intelligencii, który udaje zainteresowanie Jennifer, aby zdobyć próbkę jej krwi dla KrólHulka[18].

### Gościnna
- Candice Rose jako Melanie, ciotka Jennifer[14].
- Michael H.Cole jako Tucker, wuj Jennifer[14].
- Peg O’Keef jako Runa, zmiennokształtna elfka z Nowego Asgardu, która podszywała się pod Megan Thee Stallion i oszukała Bukowskiego[16].
- Justin Eaton jako Thunderball, członek przestępczej grupy Wrecking Crew[21].
- David Otunga jako Derek, mężczyzna, z którym Walters umówiła się poprzez aplikację randkową[22].
- Patty Guggenheim jako Madisynn King, ofiara Blaze’a, która zaprzyjaźnia się z Wongiem[23][24].
- Leon Lamar jako Cornelius P. Willows, współpracownik Blaze’a[25].
- David Pasquesi jako Craig Hollis / Mr. Immortal, mężczyzna, który nie może umrzeć i prosi GLKiH o pomoc w spawach rozwodowych[18].
- John Pirruccelo jako Chuck Donelan, kurator Blonsky’ego[26].
- Nate Hurd jako William Taurens / Człowiek-Byk, hybryda człowieka i byka[27].
- Joseph Castillo-Midyett jako Alejandro Montoya / El Águila, szermierz z umiejętnością generowania prądu ze swojego ciała[27].
- Jordan Aaron Ford jako Alexander Gentry / Jeżozwierz, nieuczciwy projektant broni w wykonanym przez siebie stroju bojowym, który przypomina jeżozwierza[27].
- Terrence Clowe jako Saracen, wampir[27].
- Wil Deusner jako Skaar, syn Bannera z Sakaaru[28].

## Emisja
Mecenas She-Hulk zadebiutowała 18 sierpnia 2022 roku w serwisie Disney+ w krajach, gdzie usługa jest dostępna, w tym w Polsce. Całość ma się składać z 9 odcinków. Początkowo serial miał pojawić się w serwisie 17 sierpnia.

## Lista odcinków
| Nr | Tytuł                                             | Tytuł polski                                | Reżyseria | Scenariusz                            | Premiera (Disney+)   |
| -- | ------------------------------------------------- | ------------------------------------------- | --------- | ------------------------------------- | -------------------- |
| 1  | A Normal Amount of Rage                           | Normalny poziom gniewu                      | Kat Coiro | Jessica Gao                           | 18 sierpnia 2022     |
| 2  | Superhuman Law                                    | Nadludzkie prawo                            | Kat Coiro | Jessica Gao                           | 25 sierpnia 2022     |
| 3  | The People vs. Emil Blonsky                       | Proces Emila Blonsky’ego                    | Kat Coiro | Francesca Gailes, Jacqueline J.Gailes | 1 września 2022      |
| 4  | Is This Not Real Magic?                           | Czyż to nie prawdziwa magia?                | Kat Coiro | Melissa Hunter                        | 8 września 2022      |
| 5  | Mean, Green, and Straight Poured into These Jeans | Zielona, szalona, w ciasne dżinsy obleczona | Anu Valia | Dana Schwartz                         | 15 września 2022     |
| 6  | Just Jen                                          | Po prostu Jen                               | Anu Valia | Kara Brown                            | 22 września 2022     |
| 7  | The Retreat                                       | Rekolekcje                                  | Anu Valia | Zeb Wells                             | 29 września 2022     |
| 8  | Ribbit and Rip It                                 | Występek nie ujdzie płazem                  | Kat Coiro | Cody Ziglar                           | 6 października 2022  |
| 9  | Whose Show Is This?                               |                                             | Kat Coiro | Jessica Gao                           | 13 października 2022 |

## Produkcja

### Rozwój projektu
Gabrielle Reece i Mitzki Kapture jako Jennifer Walters / She-Hulk miały pojawić się w filmie telewizyjnym Śmierć niesamowitego Hulka z 1990 roku. Postać ta ostatecznie się nie pojawiła, a rozwijany serial telewizyjny o She-Hulk został skasowany rok później. 
We wrześniu 2018 roku ujawniono, że Marvel Studios pracuje nad kilkoma limitowanymi serialami dla serwisu Disney+. Kevin Feige miał odpowiadać za te seriale podobnie jak w przypadku filmów, których jest producentem. W sierpniu, podczas D23 Expo Feige zapowiedział serial She-Hulk, który będzie wchodził w skład IV Fazy Filmowego Uniwersum Marvela. W listopadzie Jessica Gao została zatrudniona na stanowisko głównego scenarzysty. W jej zespole znaleźli się Dana Schwartz i Melissa Hunter. We wrześniu 2020 roku poinformowano, że Kat Coiro zajmie się reżyserią kilku odcinków serialu. W grudniu ujawniono, że pozostałą ich część wyreżyseruje Anu Valia. W maju ujawniono pełny tytuł serialu: She-Hulk: Attorney at Law. W lipcu 2022 roku poinformowano, że serial będzie wchodził w skład Sagi Multiwersum.

### Casting
W listopadzie 2019 roku Mark Ruffalo, poinformował, że ma się spotkać z Kevinem Feige, aby powrócić do roli Bruce’a Bannera / Hulka w serialu. W marcu 2020 roku aktor potwierdził, że jest w trakcie negocjacji ze studiem. We wrześniu „The Hollywood Reporter” poinformował, że Tatiana Maslany zagra tytułową rolę. W grudniu oficjalnie potwierdzono udział Maslany i Ruffalo, a do obsady dołączył Tim Roth jako Emil Blonsky / Abomination. 
W styczniu 2021 roku poinformowano, że Ginger Gonzaga zagra w serialu przyjaciółkę Walters. W kwietniu ujawniono, że Renée Elise Goldsberry zagra Amelię. W czerwcu do obsady dołączyły Anais Almonte i Jameela Jamil jako Titania. W lipcu poinformowano, że Josh Segarra zagra w serialu. W maju 2022 roku wyjawiono, że Benedict Wong powtórzy rolę Wonga z poprzednich produkcji franczyzy; w serialu ma również wystąpić Jon Bass.

### Zdjęcia
Zdjęcia do serialu rozpoczęły się 10 kwietnia 2021 roku w Los Angeles pod roboczym tytułem Clover. 12 kwietnia produkcja przeniosła się do Trilith Studios w Atlancie. 

## Odbiór

### Krytyka w mediach
Serial spotkał się z pozytywną reakcją krytyków. W serwisie Rotten Tomatoes 80% z 611 recenzji uznano za pozytywne, a średnia ocen wystawionych na ich podstawie wyniosła 6,75/10. Na portalu Metacritic średnia ważona ocen z 26 recenzji wyniosła 67 punktów na 100.

### Nagrody i nominacje
| Rok  | Ceremonia                                   | Kategoria                                                                                 | Nominowani | Rezultat  | Przypis |
| ---- | ------------------------------------------- | ----------------------------------------------------------------------------------------- | --- | --------- | ------- |
| 2022 | People’s Choice Awards                      | Najlepszy serial fantastycznonaukowy / fantasy                                            | Mecenas She-Hulk | Nominacja | [ 54 ]  |
| 2023 | Golden Reel Awards                          | Najlepsza montaż muzyki w serialu (krótka forma)                                          | Anele Onyekwere, Mary Parker, Leah Dennis, Zak Millman (za odcinek „Czyż to nie prawdziwa magia?”)                                                                                                | Nominacja | [ 55 ]  |
| 2023 | Golden Reel Awards                          | Najlepsza montaż dźwięku w serialu (krótka forma)                                         | Mac Smith, Steve Bissinger, Tim Farrell, Goeun Everett, Vanessa Lapato, Ryan Cota, Joel Raabe, Ian Chase, Sean England, Andrea Gard, Kim B. Christensen (za odcinek „Występek nie ujdzie płazem”) | Nominacja | [ 55 ]  |
| 2023 | VES Awards                                  | Najlepsza animacja postaci w odcinku serialu lub reklamie                                 | Elizabeth Bernard, Jan Philip Cramer, Edwina Ting, Andrew Park | Nominacja | [ 56 ]  |
| 2023 | Critics Choice Super Awards                 | Najlepszy superbohaterski serial, serial limitowany lub film telewizyjny                  | Mecenas She-Hulk | Nominacja | [ 57 ]  |
| 2023 | Critics Choice Super Awards                 | Najlepszy aktorka w superbohaterskim serialu, serialu limitowanym lub filmie telewizyjnym | Tatiana Maslany | Wygrana   | [ 57 ]  |
| 2023 | Kids’ Choice Awards                         | Ulubiony rodzinny serial telewizyjny                                                      | Mecenas She-Hulk | Nominacja | [ 58 ]  |
| 2023 | Hugo Awards                                 | Najlepsza prezentacja dramatyczna – krótka forma                                          | Jessica Gao, Francesca Gailes, Jacqueline Gailes, Kat Coiro (za odcinek „Whose Show Is This?”) | Nominacja | [ 59 ]  |
| 2023 | Online Film & Television Association Awards | Najlepsza aktorka w serialu komediowym                                                    | Tatiana Maslany | Nominacja | [ 60 ]  |
| 2024 | Saturn Awards                               | Najlepsza serial telewizyjny o superbohaterach                                            | Mecenas She-Hulk | Nominacja | [ 61 ]  |
| 2024 | Saturn Awards                               | Najlepsza aktorka w serialu telewizyjnym                                                  | Tatiana Maslany | Nominacja | [ 61 ]  |